# عشق + ترس
عشق و ترس (به انگلیسی: LOVE + FEAR) چهارمین آلبوم استودیویی اثر خواننده بریتانیایی، مارینا و دیاموندز است که در تاریخ ۲۶ آوریل ۲۰۱۹ منتشر شد که شامل دو کالکشن با ۸ ترانه می‌باشد که کالکشن اول به اسم LOVE شامل ترانه‌هایی که بیان کننده حال مثبت هستند می‌باشد و کالکشن دوم به اسم FEAR شامل ترانه‌هایی که حال منفی را بیان می‌کند می‌باشد.

## فهرست آهنگ‌ها
دیسک یک (بخش عشق)
| شماره | نام                     | مدت  |
| ----- | ----------------------- | ---- |
| ۱.    | «بهشت دست‌ساز»           | ۳:۲۹ |
| ۲.    | «سوپراستار»             | nil  |
| ۳.    | «درختان پرتقال»         | nil  |
| ۴.    | «عزیزم (با کلین بندیت)» | ۴:۲۵ |
| ۵.    | «از زندگیت لذت ببر»     | nil  |
| ۶.    | «درست»                  | nil  |
| ۷.    | «انسان بودن»            | nil  |
| ۸.    | «پایان دنیا»            | nil  |

دیسک دو (بخش ترس)
| شماره | نام                      | مدت |
| ----- | ------------------------ | --- |
| ۹.    | «به عشق باور داشته باش»  | nil |
| ۱۰.   | «عشق عجیب است»           | nil |
| ۱۱.   | «تو»                     | nil |
| ۱۲.   | «کارما»                  | nil |
| ۱۳.   | «ماشین احساسی»           | nil |
| ۱۴.   | «خیلی ترسیده»            | nil |
| ۱۵.   | «دیگه هیچ خرابکاری نیست» | nil |
| ۱۶.   | «قوی بودن آرام است»      | nil |